# Kolpingturm

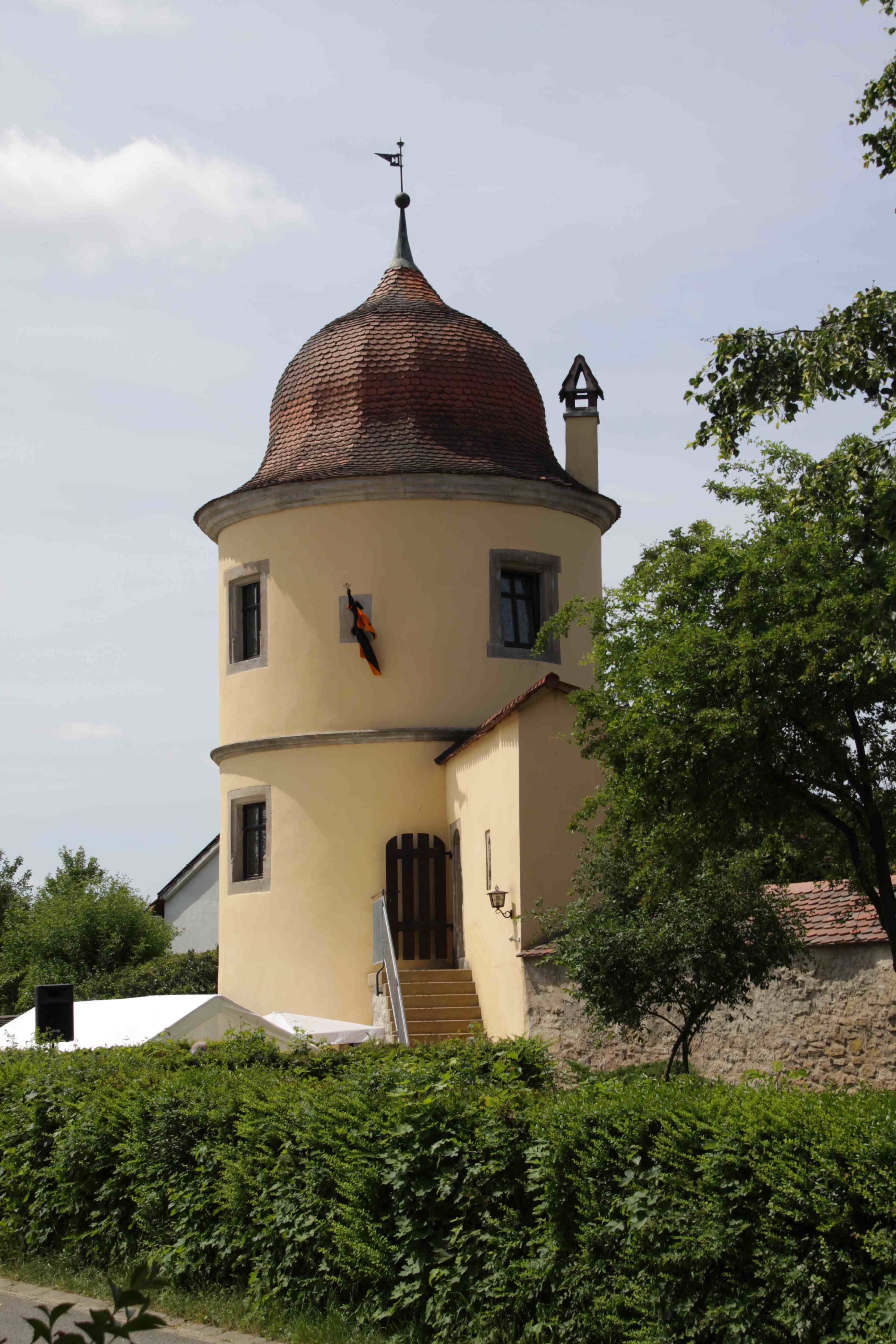
Kolpingturm Ellingen

Der Kolpingturm in Ellingen wurde 1594 erbaut. Er markiert die südöstliche Ecke der ehemaligen Ellinger Stadtmauer. Von ihm aus führt der letzte noch begehbare Teil des Ellinger Wehrganges bis zu den Resten des im Zweiten Weltkrieg zerstörten Weißenburger Tores. Bis zu dieser Zeit waren Turm und Mauer im Besitz der Familie von Wrede, dem ehemaligen fürstlichen Haus der Stadt. Sie überließ Turm und Wehrgang vor über sechzig Jahren der Ellinger Kolpingfamilie. Aus dieser Zeit stammt auch der heutige Name des Turmes. Aus rechtlichen Gründen übernahm die Ellinger Kirchenstiftung die Gebäude und übergab Turm und Wehrgang der Kolpingfamilie zum alleinigen Nießbrauch.
Der Turm, der von 2002 bis 2012 saniert wurde, wird nunmehr ganzjährig für Vereinssitzungen und Jugendtreffs verwendet.

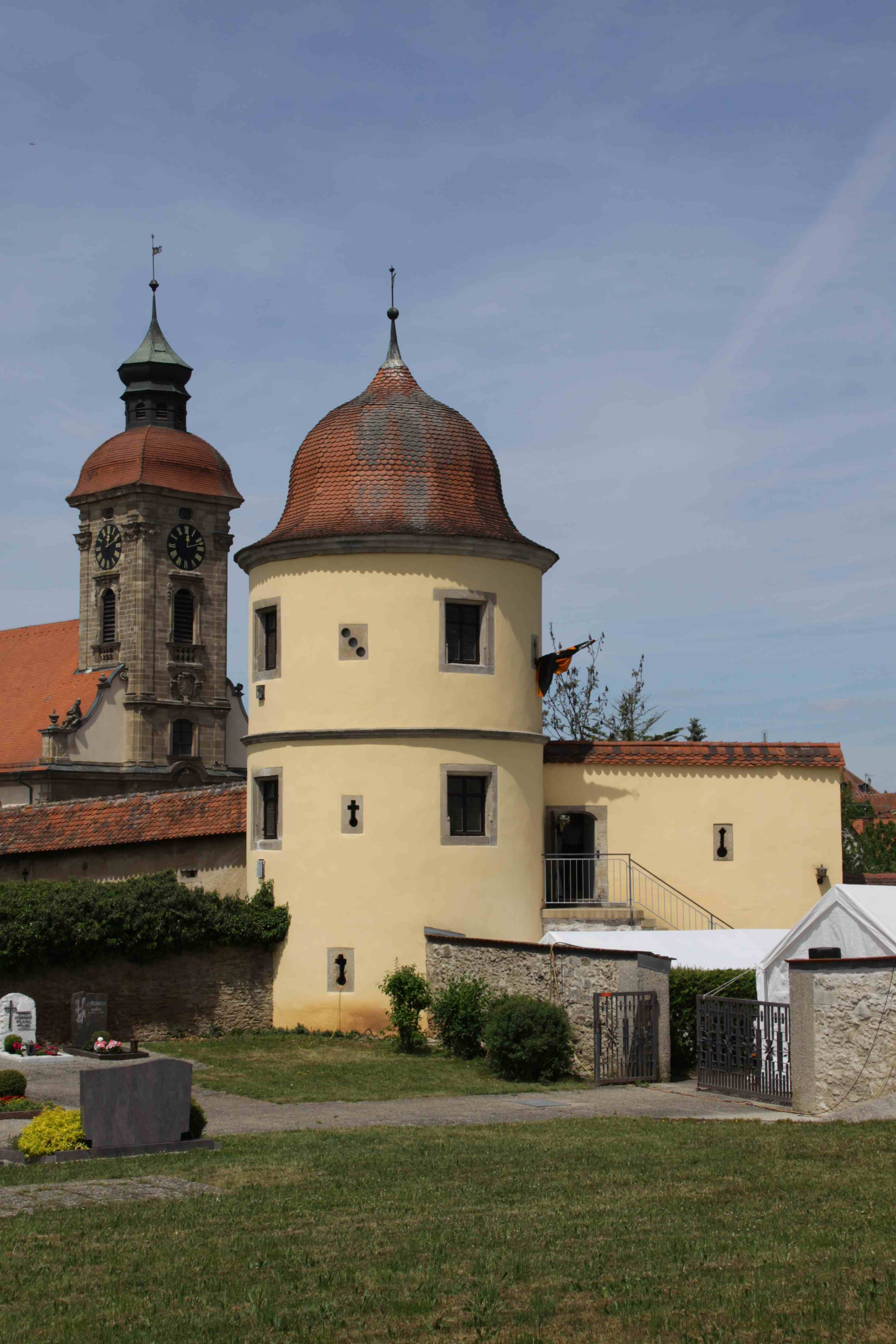
Der Kolpingturm (rechts) vor der Stadtkirche St. Georg
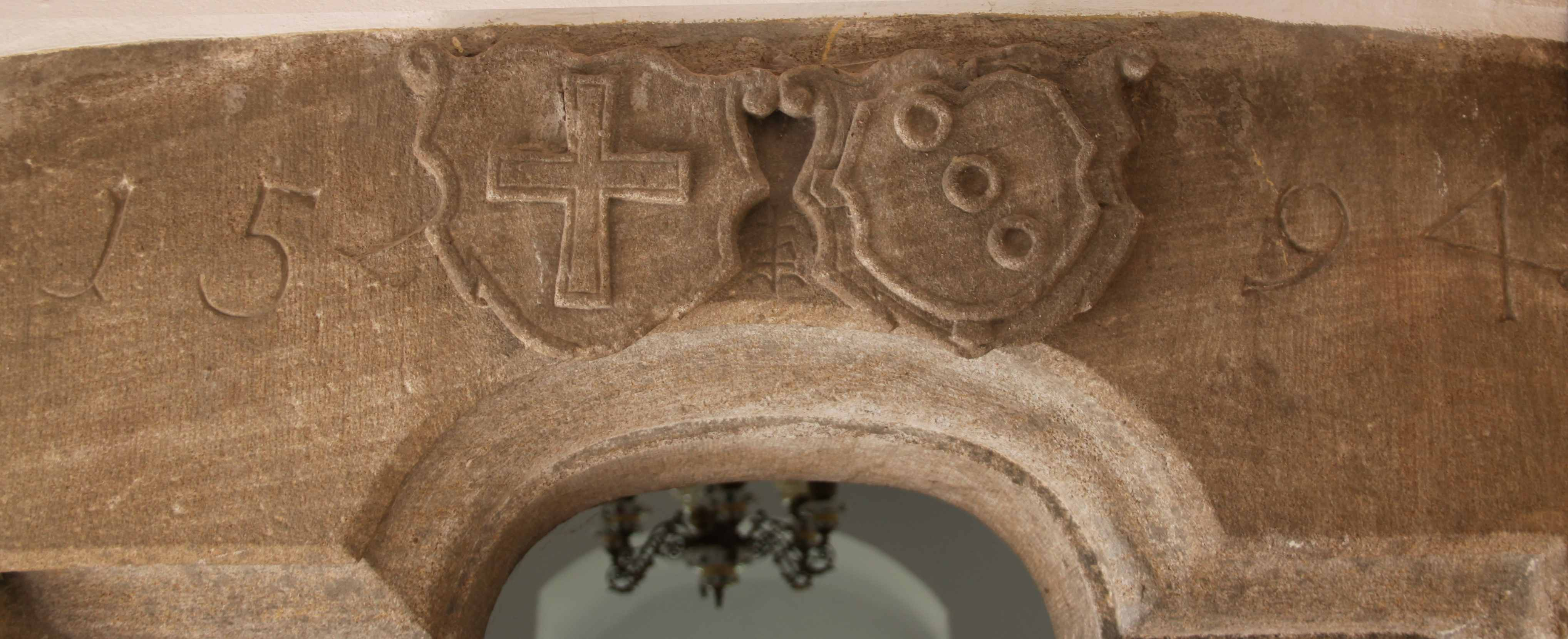
Türinschrift mit Baujahr
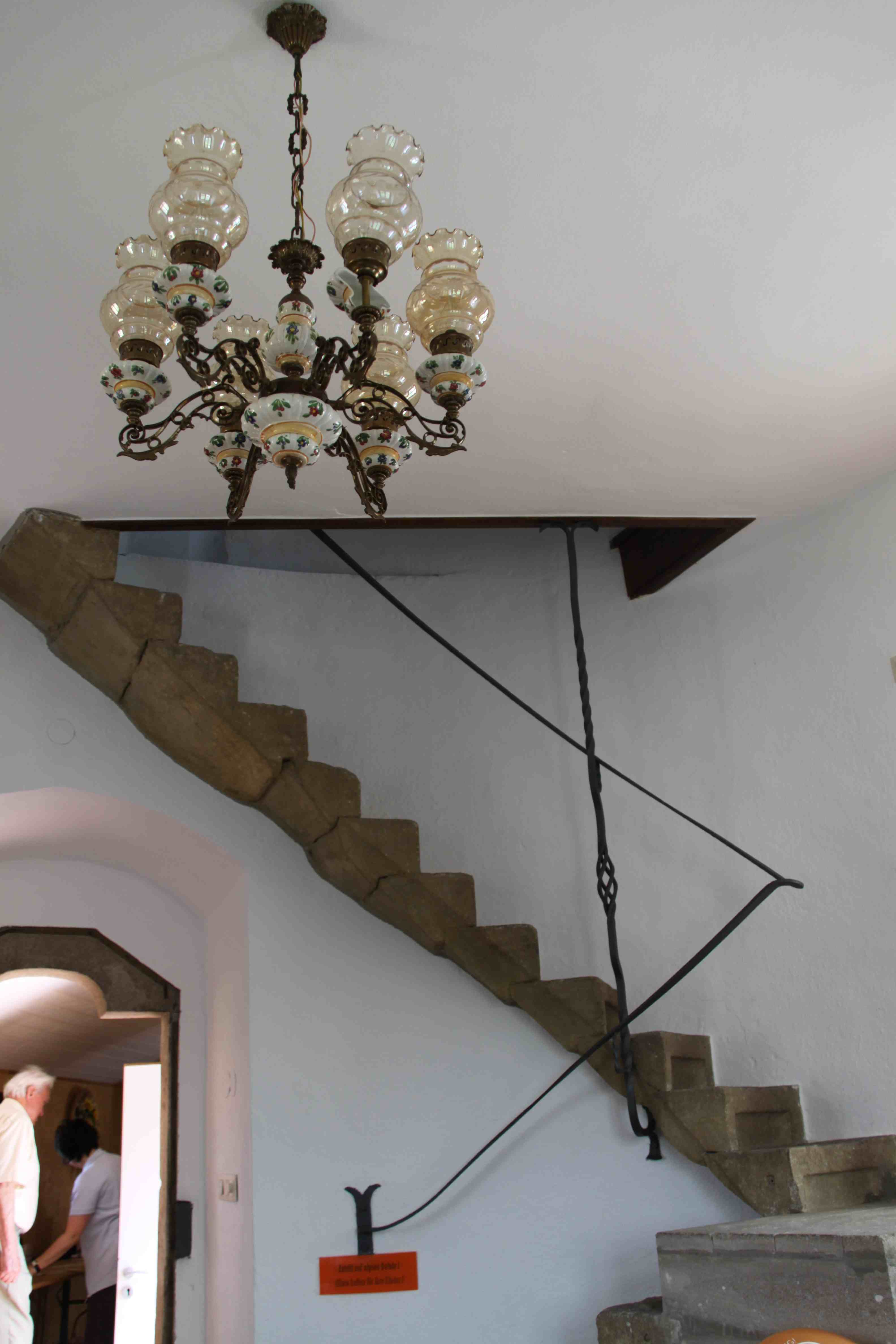
Aufgang innen
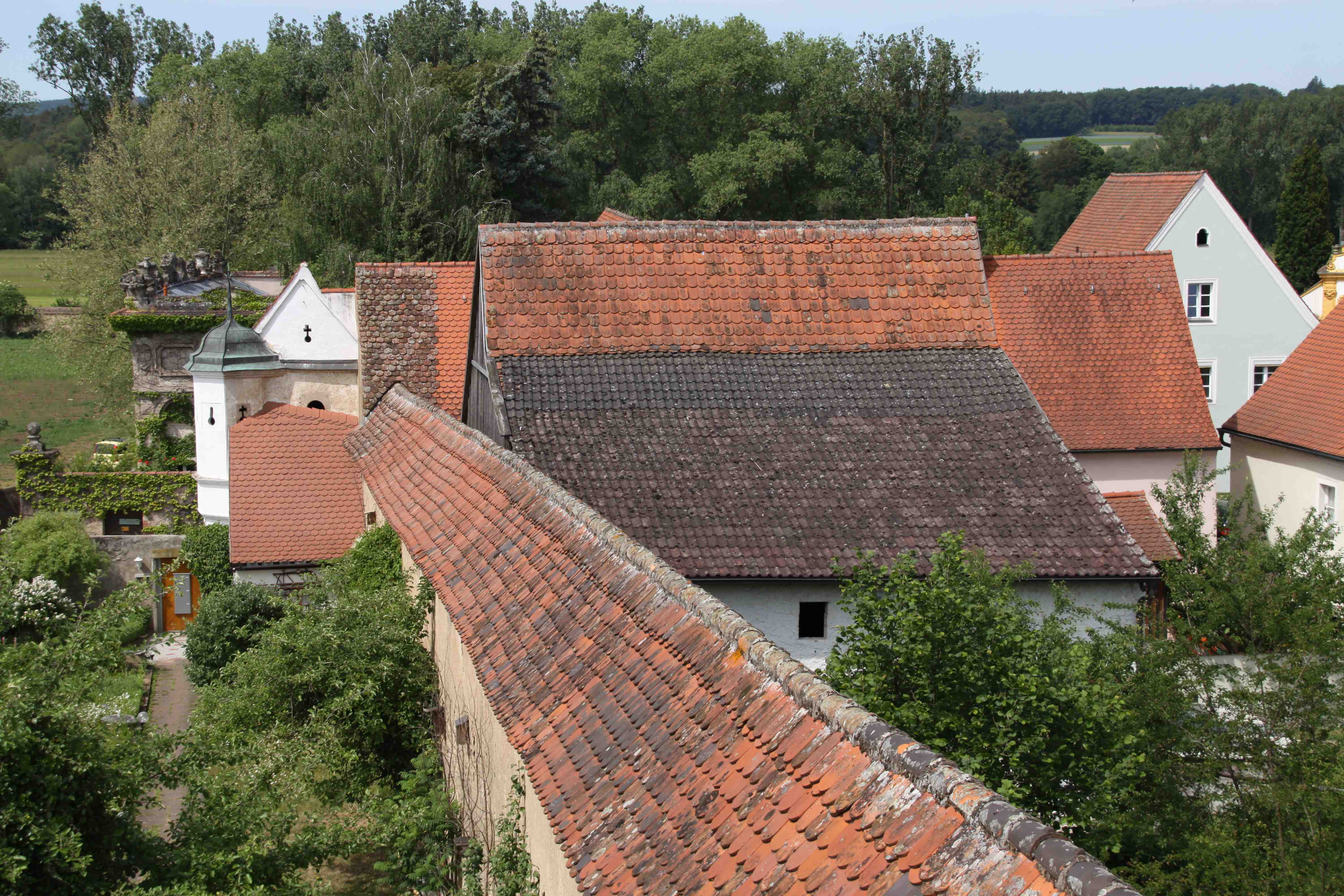
Blick vom Turm über die Stadtmauer zum ehemaligen Weißenburger Tor